# 西村俊三
西村 俊三（にしむら しゅんぞう）安政3年6月5日（1856年7月6日） - 昭和10年7月7日（1935年7月7日）は、明治時代の医師である。
東京大學醫學部（現：東京大学医学部）卒業。80歳で没した。

## 生涯
- 1856年7月6日（安政3年6月5日）長門国美祢郡大嶺村(山口県美祢市大嶺町重安)に、醫家西村家第三代当主西村良哉（にしむら　りょうさい）の嫡男として生まれた。
- 1868年（明治元年）、12歳で美祢郡於福領主志道隼人の家塾主である河村淵蔵に従い漢学を学ぶ。
- 1872年（明治4年）、16歳のとき長門国阿武郡萩新堀において医学の修行を始める。
- 1878年（明治10年）、22歳のとき周防国吉敷郡山口醫院において島田圭三の門人となり医学を学ぶ。
- 1881年（明治14年）、25歳のとき東京大學醫學部（現：東京大学医学部）へ入学、明治15年5月（1882年6月）、31歳で卒業する。
- 1882年10月26日（明治15年9月15日）、内務省から醫術開業免許の交付を受ける。
- 1882年11月5日（明治15年9月25日）、長門国美祢郡大嶺村において、西村家の始祖たる玄侃（げんかん）が安永4年（1775年）に開業して以来、仲美（ちゅうび）、良哉（りょうさい）と受け継がれてきた「博愛堂西村醫院」を父良哉（りょうさい）より継承する[1]。
- 1883年（明治16年）、長与専才、後藤新平らにより「大日本私立衛生会」（現：日本医師会）が設立されると、翌年17年、33歳で医師の有志と「美祢郡衛生會」を設立し、特別會員となる。
- 1887年（明治20年）、36歳で「縣下一般医會」設立のため、「美祢郡西部医會（現：「美祢郡医師会）」會頭（現：医師会長）となる。以後明治30年まで10年間在職する。
- 1888年5月（明治21年4月）、大日本私立衛生会山口支会（現：山口県医師会）地方議員に選出される[2]。
- 1890年6月10日（明治23年4月3日）、嫡男卓爾（たくじ）が誕生し、同年8月1日（1890年9月14日）西村家の家督を相続する。
- 1894年7月（明治27年5月）、大嶺村村医を嘱託され、以後8年間在職する。
- 1897年6月（明治30年4月）、「佛教生命保険株式會社」診査医（現：産業医）を嘱託される。
- 1909年6月（明治42年4月）、美祢郡医師会会長に選出される。大正2年4月（1913年6月）、同会長に再選される。以後、要職を歴任する。
- 1935年7月7日（昭和10年7月7日）、下関市新地町において病没する。